# Anatoli Tarabrin
Anatoli Tarabrin (rus: Анатолий Петрович Тарабрин)  (Smolensk, 28 de juny de 1935 - Sant Petersburg, 11 de febrer de 2008) fou un remer rus que va competir sota bandera soviètica durant les dècades de 1950 i 1960.
El 1960 va prendre part en els Jocs Olímpics d'Estiu de Roma, on guanyà la medalla de bronze en la prova del quatre sense timoner del programa de rem. Formà equip amb Ígor Akhremtxik, Iuri Batxurov i Valentín Morkovkin.
En el seu palmarès també destaca una medalla de plata al Campionat d'Europa de rem de 1961, així com els campionats nacionals del quatre sense timoner de 1960, 1961 i 1962 i del quatre amb timoner de 1963.